# Nava de Sotrobal
Nava de Sotrobal es un municipio y localidad española de la provincia de Salamanca, en la comunidad autónoma de Castilla y León. Se integra dentro de la comarca de la Tierra de Peñaranda. Pertenece al partido judicial de Peñaranda y a la Mancomunidad de Peñaranda.
Su término municipal está formado por las localidades de Arauzo, Nava de Sotrobal y Sotrobal, ocupa una superficie total de 44,64 km² y según los datos demográficos recogidos en el padrón municipal elaborado por el INE en el año 2017, cuenta con una población de 163 habitantes.

## Toponimia
El topónimo Sotrobal aparece por primera vez en 1178 entre los documentos de los Archivos Catedralicio y Diocesano de Salamanca. La palabra procede de la lengua romance y significa "bosque de lobos". Anteriormente aparece como Sotobram como límite de la demarcación del obispado de Mérida en la obra Hitación de Wamba del siglo VII.
Durante el siglo XVI aparece en los documentos con el nombre de La Nava. A comienzos del siglo XVII se la denomina Nava de Alba y posteriormente Nava de Sotrobal.

## Símbolos

### Escudo
El escudo heráldico que representa al municipio fue aprobado el 8 de abril de 1994 con el siguiente blasón:

«Escudo cortado: Primero, de gules, el Arcángel San Miguel en actitud de vencer al dragón. Segundo, de oro pleno. Timbrado de la Corona Real Española»
Boletín Oficial de Castilla y León nº 84 de 3 de mayo de 1994

## Historia
La población cuenta con un yacimiento romano de tipología indeterminada en el Paredón. No obstante, la fundación de la actual Nava de Sotrobal se remonta a la repoblación efectuada por los reyes de León en la Edad Media, quedando integrado en la jurisdicción de Alba de Tormes, dentro del Reino de León, denominándose entonces La Nava, tomando el apellido de Sotrobal por haber dependido de la localidad, actualmente despoblada, de Sotrobal (denominada Sothlobar en tiempos de Alfonso IX de León).
En el año 1196 la localidad fue saqueada por las tropas castellanas, dentro del contexto de las guerras fronterizas entre León y Castilla. Posteriormente, como territorio integrado en la jurisdicción albense, perteneció a la casa de Alba.
Ya en el siglo XIX, durante la Guerra de Independencia, está documentada en los archivos parroquiales la llegada de tropas francesas comandadas por el mariscal Soult el 5 de noviembre de 1812. Más tarde, con la creación de las actuales provincias en 1833, quedó encuadrado en la provincia de Salamanca, dentro de la Región Leonesa, formando parte del partido de Peñaranda de Bracamonte.
Ya en el siglo XX, durante la guerra civil española, estuvo operativo en el noroeste del término municipal el Aeródromo de Arauzo, que prestó servicio al bando sublevado, siendo bombardeado en dos ocasiones durante la contienda a finales de 1936, y que fue abandonado una vez finalizada la guerra.

## Geografía humana

### Demografía
Cuenta con una población de 160 habitantes (INE 2024).
| Gráfica de evolución demográfica de Nava de Sotrobral entre 1842 y 2021                                               |
| |
| Población de derecho según los censos de población del INE. Población de hecho según los censos de población del INE. |

### Núcleos de población
El municipio se divide en varios núcleos de población, que poseían la siguiente población en 2015 según el INE.
| Núcleo de población | Población |
| ------------------- | --------- |
| Nava de Sotrobal    | 168       |
| Sotrobal            | 1         |
| Arauzo              | 1         |

## Monumentos y lugares de interés

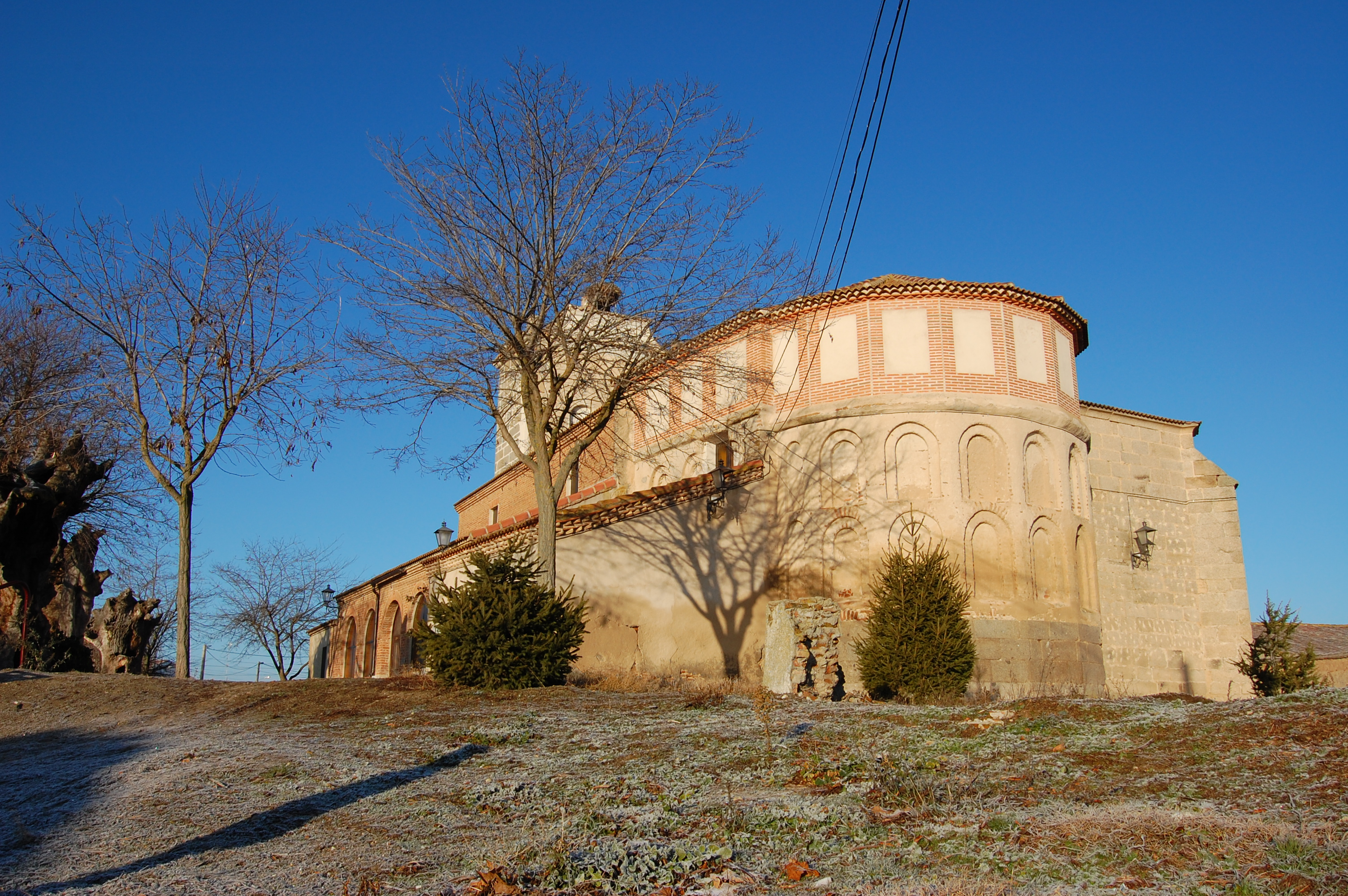
Iglesia parroquial.

La iglesia parroquial de San Miguel actualmente posee dos naves aunque, en principio, fue de una de la que únicamente se conserva el ábside ya que el muro sur con su portada, desapareció en una remdelación del templo.
En el interior, lo más importante es la capilla mayor y capilla del Evangelio. La nave principal se cubre con armadura de madera, la del Evangelio, con madera a un agua. A los pies, en la Nave del Evangelio se abre el baptisterio, que conserva restos de yeserías barrocas del siglo XVIII. Abarcando el ancho de las dos naves, a los pies, se alza la tribuna en madera. La decoración es de ovas, dardos, dentículos y arquillos ciegos, alternando con temas vegetales propio de una obra renacentista popular del siglo XVI.
Tanto la iglesia como el pueblo fueron saqueados por las tropas francesas en 1812.

## Cultura

### Fiestas
- 13 de junio - "San Antonio"
- 29 de septiembre - "San Miguel Arcángel" Fiesta grande del pueblo donde se baila al son de la dulzaina y tamboril. También se celebran capeas con vaquillas en la plaza del monte de Arauzo, costumbre muy arraigada en la zona.
- 8 de agosto - "San Cayetano" Recuperada la tradición en el año 2015.

## Administración y política
| Partido político                         | 2019  | 2019  | 2019       | 2015  | 2015  | 2015       | 2011  | 2011  | 2011       | 2007  | 2007  | 2007       | 2003  | 2003  | 2003       |
| Partido político                         | %     | Votos | Concejales | %     | Votos | Concejales | %     | Votos | Concejales | %     | Votos | Concejales | %     | Votos | Concejales |
| Partido Popular (PP)                     | 64,15 | 68    | 4          | 59,43 | 63    | 4          | 50,39 | 65    | 4          | 50,00 | 75    | 4          | 45,03 | 68    | 2          |
| Partido Socialista Obrero Español (PSOE) | 33,96 | 36    | 1          | 37,74 | 40    | 1          | 44,19 | 57    | 1          | 40,00 | 60    | 1          | 49,67 | 75    | 3          |

## Naveros ilustres
- Flores Blazquez (1947-Actualidad), torero que se proclamó ganador del Bolsin de Ciudad Rodrigo en 1964 y llegando en 1966 a quedar 1.º en el escalafón de novilleros. Tomo la alternativa en Toledo el 9 de abril de 1967, compartiendo cartel con Santiago Martín "El Viti" y Manuel Benítez "El Cordobés" y confirmó la alternativa en Madrid el 30 de septiembre del mismo año.